# 안나 탈바히
아나 탈바흐(Anna Thalbach, 1973년 6월 1일 ~ )는 독일의 배우이다.

## 출연 작품
- 붕붕 달려라 깜이 (2015년)
- 꼬마 유령 (2013년) - 꼬마 유령 목소리 역
- 레이븐 더 리틀 래스클 (2012년)
- 샘스 인 럭 (2012년)
- 데인저러스 메소드 (2011년) - 욕조 환자 역
- 리틀 파라다이스 (2010년)
- 앙리 4세 (2010년)
- 카를로스 (2010년)
- 크라바트 (2008년) - 보슐라 역
- 바더 마인호프 (2008년)
- 빈센트 (2004년) - 레나 와일너 역
- 다운폴 (2004년) - 여성 조종사 한나 라이치 역
- 피어닷컴 (2002년) - 케이트 역
- 돌고래 (1999년)
- 메즈머 (1994년)